# 독일의 보건의료체계
독일의 보건의료체계에 대한 글이다.  독일의 보건의료체계는 '연방정부 수준의 조직', '주정부 수준의 조직', '조합 수준의 조직'으로 나눌 수 있다.

## 주정부 수준의 조직
- 주 차원의 법 제정
  - 병원 계획 수립,투자자금
  - 의학, 치의학 및 약학 교육에 대한 감독
  - 지역 의사사회 협회와 질병금고 감시
  - 공중 보건 서비스 제공

## 조합 수준의 조직
- 구매자측 조합조직(질병금고)
  - 비영리법인,자치 운영
    - 가입자에 대한 보험료 부과
- 공급자측 조합 조직
  - 의사협회, 치과의사협회, 병원협회
    - 보험의사협회 : 연방차원, 질병금고 가입자 진료
- 연합 협상조직
  - 보험의 질병금고 연방위원회
  - 상대가치 위원회 : 통합가치척도 생산
  - 병원서비스 위원회 : 병원부문 질병금고

## 같이 보기
- 독일